# Rožni Dol
Rožni Dol je naselje u slovenskoj Općini Semiču. Rožni Dol se nalazi u pokrajini Dolenjskoj i statističkoj regiji Donjoposavskoj regiji. 

## Stanovništvo
Prema popisu stanovništva iz 2002. godine naselje je imalo 67 stanovnika.